# 브란트밭쥐
브란트밭쥐 또는 스텝밭쥐(Lasiopodomys brandtii)는 비단털쥐과에 속하는 설치류의 일종이다. 중국과 몽골 그리고 러시아에서 발견된다.한달에한번씩 새끼를 낳는다

## 특징
브란트밭쥐는 몸길이는 약 15cm이고, 꼬리 길이는 최대 3.5cm이다. 귀는 작고, 짧은 털이 모랫빛 갈색을 띠며 균일하게 덮여 있고, 하체는 연한 색을 띤다. 꼬리는 전체적으로 갈색이고, 발 뒷쪽은 털이 무성하다.

## 분포 및 서식지
브란트밭쥐는 중국 북부-동부 지역의 내몽골 자치구와 지린성, 허베이성, 몽골 그리고 러시아의 자바이칼 남부 지역에서 발견된다. 자연 서식지는 건조 스텝 지역과 목초지이며, 호숫가의 초원과 강가 계곡에서 발견되기도 한다.